# RoboCop 2 (videogioco)
RoboCop 2 è un videogioco pubblicato dalla Ocean Software e Data East per vari home computer e console fra il 1990 e il 1991. È basato sul film RoboCop 2.

## Modalità di gioco
La versione del videogioco per Commodore 64 e NES è un semplice videogioco a piattaforme a scorrimento laterale, nel quale il giocatore controlla RoboCop nel suo compito di raccogliere almeno i due terzi della quantità richiesta della droga "nuke" per ogni livello, arrestando i sospetti e sparando agli aggressori. Se RoboCop non riesce a ottenere i risultati richiesti di quantitativo di nuke o di arrestati, avrà due possibilità di mostrare la propria efficienza in un poligono di tiro. Se riesce nell'obiettivo si potrà passare al livello successivo, ne invece fallisce dovrà ripetere il livello da capo.
La versione per ZX Spectrum e Amstrad CPC (quest'ultima su cartuccia, compatibile con Amstrad GX4000) è anche un platform, ma offre la possibilità di muoversi orizzontalmente e verticalmente, oltre a fornire nuovi elementi di esplorazione degli ambienti. È inoltre presente un numero di puzzle e minigiochi.
La versione per Amiga e Atari ST è simile a quella per Spectrum e Amstrad CPC, ma contiene livelli completamente differenti per sfruttare le maggiori potenzialità offerte dagli hardware in questione.
Esiste anche una versione di RoboCop II esclusiva per arcade e pubblicata nel 1991 dalla Data East, che permette la possibilità di giocare in due contemporaneamente (un giocatore controlla il classico RoboCop, l'altro un clone di colore porpora. Il videogioco segue la storia del film, ma presenta alcune differenze sequenziali. Per la maggior parte dei livelli il gioco è uno sparatutto a scorrimento orizzontale con visuale 2,5D, mentre in alcuni livelli la visuale è da dietro RoboCop e il giocatore può sparare utilizzando un mirino.